# Terminologie de transport ferroviaire de voyageurs
 (septembre 2019).
Si vous disposez d'ouvrages ou d'articles de référence ou si vous connaissez des sites web de qualité traitant du thème abordé ici, merci de compléter l'article en donnant les références utiles à sa vérifiabilité et en les liant à la section « Notes et références ».
Divers termes sont utilisés pour désigner des concepts liés au transport ferroviaire de voyageurs. Pourtant, l'usage des mots diffère significativement entre les différents pays. 

## Transport de transit rapide ou indépendant
Le terme « véhicule de transit rapide » (de l'anglais rapid transit system) ne possède pas une traduction exacte en français, mais sera utilisé ici pour grouper les moyens de transport de passagers circulant sur un ou plusieurs rails, et indépendants des autres moyens de transport public, c'est-à-dire les trains de banlieue, les tramways et les bus. Cette caractéristique les distingue des autres types de transport ferroviaire. 
Le plus souvent, ils circulent en souterrain, mais on peut aussi les voir sur des voies surélevées ou au niveau du sol (on parlera alors de métro aérien), mais sans passage à niveau avec les autres moyens de transports. Ils sont électrifiés et relient surtout les centres-villes avec d'autres quartiers proches, mais l'efficacité de ce moyen de transport l'a amené à être parfois prolongé jusqu'à des zones suburbaines. Les termes les plus utilisés pour dénommer à ce moyen de transport rapide sont :

### Métro, Métropolitain
« Métro » est le terme le plus commun pour se référer à ce système de transport. Ce terme peut aussi bien désigner uniquement la partie souterraine que la ligne entière. À quelques rares occasions, il peut aussi désigner un type de train léger.
C'est le terme le plus commun dans presque toutes les langues. Il est utilisé dans presque tous les réseaux d'Europe, d'Asie et d'Océanie, en portugais, en espagnol et en italien. En anglais, il est utilisé pour désigner des réseaux de pays non anglophone, ainsi que quelques réseaux du Royaume-Uni (Tyne & Wear Metro) ou des réseaux du Pérou (Metro de Huancayo). En France et au Portugal, le mot Métropolitain est aussi parfois utilisé. En Italie, on lui préférera le mot Métropolitaine.

### Subte, Subterráneo
Les termes Subterráneo (souterrain) et Subte sont utilisés en Argentine, au Paraguay et en Uruguay, même si l'Argentine est la seule à avoir un réseau de transit rapide (Subte de Buenos Aires). Contrairement au métro, Subte est utilisé pour décrire un réseau entièrement souterrain.
Le mot Jihacheol (souterrain en corréen) est utilisé localement pour nommer les réseaux de Corée du Sud.

### Subway
Ce mot est d'origine anglaise. Bien que sa traduction littérale puisse être voie souterraine, il désigne plutôt le concept de métro, puisqu'il désigne des réseaux de transport rapide qui ne descendent pas toujours sous terre. Il est le terme plus souvent utilisé aux États-Unis (New York City Subway), dans quelques villes du Canada et en Écosse.

### Underground, Tube
À Londres, les mots Underground et Tube sont les plus courants. Ils peuvent être traduits respectivement par souterrain et tuyau, et désignent tout le réseau de métro londonien, qui ne descend pas toujours sous terre.

### U-Bahn
En Allemagne, en Autriche et en Suisse germanique, le terme U-Bahn est utilisé. C'est un diminutif de Untergrundbahn, qui signifie train souterrain. Il désigne l'intégralité des réseaux de métro, bien qu'ils ne circulent pas toujours sous terre. Il se différencie du terme S-Bahn, qui désigne les trains urbains et suburbains qui circulent quasi exclusivement en surface.

## Transports ferroviaires légers

### Tramways
Les tramways (tramway en anglais, Straßenbahn en allemand, Tram en Suisse) sont des moyens de transport circulant dans les rues et sur des voies réservées. Les premiers tramways ont circulé par traction animale et à vapeur, le premier tramway électrique a été mis en service à Berlin en 1879. Un des réseaux de tramways le plus connu et ancien du monde est celui de San Francisco, en Californie. Les tramways sont très courants dans la plupart des villes européennes et françaises, comme par exemple à Lyon.
À de rares occasions, les tramways peuvent circuler en souterrain sur de courts tronçons, comme sur les réseaux de Rouen ou de Strasbourg.

### Train-tram, tram-train
Le train-tram ou tram-train est un véhicule dérivé du tramway capable de circuler sur différents types de réseaux. La double électrification du tram-train lui permet de rouler aussi bien sur les lignes classiques de train que sur les réseaux de tramways urbains. L'Allemagne est pionnière en la matière et a développé ce système de transport dans de nombreuses villes, particulièrement Karlsruhe.

### Train léger
Le train léger est un intermédiaire entre les trains classiques et les réseaux urbains. Il a une capacité moyenne et transporte des voyageurs sur des distances assez courtes (de type régional ou métropolitain) avec des unités semblables aux tramway ou entre un tramway et un train. Ce mode de transport permet de connecter des noyaux urbains et des zones rurales. Il circule souvent sur des voies partiellement ou totalement dédiées, à l'écart des trains classiques plus lourds ou des tramways urbains. Le train léger de Mexico en est un bon exemple.

### Prémétro
Le prémétro est très similaire au train léger puisqu'il circule à l'air libre, mais les voies qu'il emprunte sont partiellement construites avec des normes adaptées aux métros. Il est utilisé pour prolonger les lignes de métro souterrain dans des zones où les besoins ne justifient pas la construction d'infrastructures lourdes et complexes. Le prémétro de Buenos Aires en est un bon exemple, puisqu'il est constitué par la prolongation de la ligne E de métro mais par la surface.

## Transports ferroviaires lourds

### Trains de banlieue
Sous cette dénomination sont regroupés les trains classiques desservant les zones urbaines et suburbaines et transportant une grande quantité de passagers quotidiens. Ils peuvent aussi être appelés trains urbains lorsqu'ils ne desservent que des centres-villes ou trains suburbains pour ceux qui desservent la banlieue. On retrouve ces trains avant tout dans les grandes agglomérations. Pour améliorer la lisibilité du réseau, les trains sont souvent cadencés, intégrés dans une nomenclature claire et pleinement intégrés dans le système tarifaire de leur agglomération.
Sur les agglomérations de taille moyenne, les trains de banlieue desservent toutes les gares de leurs parcours. Ce n'est pas toujours le cas dans les grandes agglomérations puisque des trains omnibus sur de très longues distances entraînerait des temps de parcours trop longs.
En France, le seul véritable réseau de trains de banlieue est l'ensemble RER/Transilien de la région parisienne, bien que d'autres agglomérations (comme Lyon, Marseille ou Lille) sont desservies par un réseau de TER pouvant être considéré comme des trains de banlieue. Cependant, ces trains ne sont ni cadencés ni intégrés aux systèmes tarifaires de leurs agglomérations respectives.
Les trains de banlieue sont appelés Cercanías en Espagne. En anglais, ils sont parfois appelés commuter rails.
En Allemagne, en Suisse et en Autriche, ils sont appelés S-Bahn (une contraction de Stadtbahn pouvant être traduit par train urbain).

### Trains régionaux
Ce terme désigne des trains qui relient différentes villes proches au sein d'une même région ou bien des grandes agglomérations aux petites villes environnantes. Ils peuvent desservir toutes les gares de leurs parcours (Regio en Suisse ou Regionalbahn en Allemagne) ou relier des villes plus distantes et ne pas s'arrêter dans les petites gares (RegioExpress en Suisse ou Regional-Express en Allemagne et Autriche). En France, ces trains sont regroupés sous l'appellation générique TER.

### Trains interrégionaux, trains de longue distance
Ce sont des trains de voyageurs qui ont des itinéraires plus longs que des trains régionaux, entre des villes plus grandes et plus éloignées. Contrairement à d'autres types de transport ferroviaire, ils peuvent être équipés de services assurant un plus grand confort de voyage comme des voitures-bar, des wagons-restaurants ou des services auto-train (transport de voitures de particuliers).

#### TGV
Ce sont des trains qui circulent sur des lignes ferroviaires à grande vitesse (plus de 250 km/h). Ils relient souvent des villes assez éloignées en des temps de trajets plutôt courts. Ils sont appelés Shinkansen au Japon, ICE en Allemagne ou AVE en Espagne.
Certains trains régionaux peuvent circuler sur ces lignes, afin de relier rapidement des pôles régionaux entre eux. En France, ce système s'appelle TERGV (contraction de TER et TGV) et se présente sous la forme de TGV reliant Paris et Lille à d'autres villes du Nord-Pas-de-Calais (Calais, Boulogne-sur-Mer, Dunkerque).

#### Trains de nuit
Ces trains circulent sur des distances assez longues (600 à 1 400 km) et voyagent principalement de nuit. Ils permettent de voyager loin sans perdre trop de temps pendant le trajet puisque les voyageurs dorment pendant le trajet. Ces trains proposent souvent un confort de voyage élevé : couchettes, cabines individuelles, voiture-bar, douches. En Europe occidentale, ils relient des agglomérations éloignées les unes des autres, souvent sur des relations internationales. En France, ils relient surtout Paris à des territoires éloignés de la capitale (comme la vallée de l'Ariège pour le train Paris - Latour-de-Carol).
Certains trains roulent en continu pendant plusieurs jours et parcourent plusieurs milliers de kilomètres, comme les lignes Moscou - Pékin (Transmongol) ou Moscou - Vladivostok (Transsibérien).

## Autres types de transport ferroviaire
D'autres moyens de transport ferroviaire comprennent des systèmes totalement automatisés, comme le taxi robot qui se prête bien à des trajets courts aussi bien au sein d'un aéroport que dans un parc d'attractions ou un campus universitaire.

### Monorail
Le monorail, comme son nom l'indique, est un moyen de transport ferroviaire à un seul rail, qui peut être suspendu ou soutenu sur celui-ci. Ceux-ci circulent comme des réseaux de métro (comme le monorail d'Arequipa), de trains de banlieue (monorail de Tokyo), à des fins touristiques ou récréatives (monorail de Walt Disney World). Un type particulier de monorail est le train à sustentation magnétique, comme le Transrapid de Shanghaï.

### Chemins de fer à crémaillère
Contrairement aux chemins de fer classiques, ils ont un troisième rail qui leur permet de monter des pentes fortes. Les crémaillères sont souvent utilisés pour des réseaux de trains de montagne ou à des fins touristiques. Le seul métro à crémaillère au monde est le métro C de Lyon, qui est partiellement construit sur un ancien funiculaire.

### Funiculaires
Les funiculaires sont similaires aux chemins de fer à crémaillère, bien qu'ils n'aient pas toujours de troisième rail. Ils servent pour grimper des fortes pentes sur des distances courtes, comme les funiculaires de Lyon qui relient Saint-Jean sur les rives de la Saône à la colline de Fourvière et de Saint-Just.